# Melchior Wyrsch (Politiker)

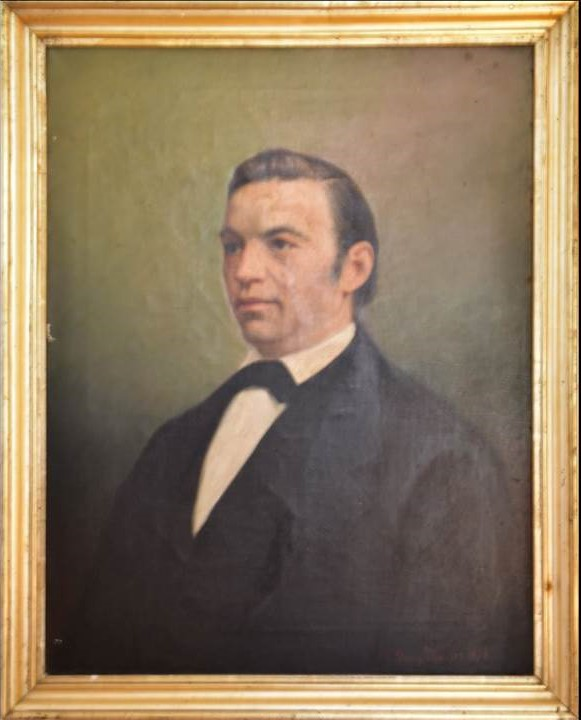
Portrait von Melchior Wyrsch

Melchior Wyrsch (* 27. Februar 1817 in Buochs; † 30. Mai 1873 ebenda) war ein Schweizer Politiker und Arzt. Von 1848 bis 1851 und von 1854 bis 1857 gehörte er dem Nationalrat an.

## Biografie
Der Sohn eines Landwirts erhielt seine gymnasiale Ausbildung an der Klosterschule Engelberg. Anschliessend studierte er Medizin an den Universitäten München und Würzburg. Ab 1842 war Wyrsch in Buochs als Arzt tätig. Als führendes Mitglied der «Reaktionspartei» reichte er 1849 eine Petition ein, die eine Revision der Nidwaldner Kantonsverfassung im katholisch-konservativen Sinne verlangte. Die neue Verfassung von 1850, an der er im Verfassungsrat mitgearbeitet hatte, entsprach weitgehend diesen Forderungen und wies eine ungenügende Gewaltenteilung auf.
Wyrsch kandidierte bei den Nationalratswahlen im Oktober 1848 und wurde von der Landsgemeinde zum ersten Nidwaldner Nationalrat gewählt. Von 1850 bis 1856 gehörte er dem Regierungsrat als Landesstatthalter an. 1851 verzichtete Wyrsch auf die Wiederwahl als Nationalrat, drei Jahre später wurde er ein weiteres Mal gewählt. 1857 unterlag er dem liberalen Kandidaten Melchior Joller.